# روح شريرة
الروح الشريرة أو الشبح الصاخب أو البولترجايشت (بالإنجليزية: Poltergeist) مصطلح في الفولكلور والأمور الخارقة يطلق على كيان غير محسوس ولكنه صاخب، أو تخريبي هدّام. معظم مظاهر وجود روح شريرة تشمل: الضوضاء والدمار الذي لا سبب واضح له، وبعض التقارير تتضمن أيضًا أشياء يتم رفعها وإلقاؤها بصورة تبدو كما لو تمّت بواسطة شخص غير مرئي، وأصواتًا مثل الضرب، وموسيقى الراب، أو حتى أصوات آدمية، واعتداءات جسدية طفيفة على البشر.
جرت العادة على وصف الأرواح الشريرة في الفولكلور بأنها أرواح مزعجة تقوم، على عكس الأشباح، بمطاردة شخصًا معينًا لا موقعًا معينًا. وقد تم الإبلاغ عن أنشطة مزعومة متعلّقة بالأرواح الشريرة في العديد من البلدان؛ منها: الولايات المتحدة، واليابان، والبرازيل، وأستراليا، ومعظم الدول الأوروبية. أقدم الحالات المسجلة تعود إلى القرن الأول الميلادي.

## أصل التسمية
كلمة «بولترجايشت» مشتقة من كلمتين ألمانيتين هما: Poltern (وتعني «إحداث ضوضاء»)، وGeist (وتعني «شبح»). والمصطلح نفسه يعني حرفيًا: «الشبح الصاخب».

## تفسيرات

### روح

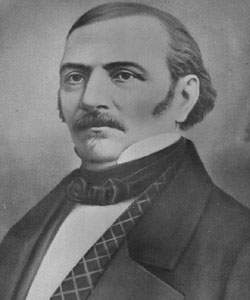
يعتقد آلان كارديك أن الأرواح الشريرة كانت أرواحًا مرتبطة بالعناصر التقليدية.

عادة ما يُعتقد أن نشاط الروح الشريرة من عمل أشباح شريرة. ووفقًا لآلان كارديك، مؤسس تيار الروحانية، فإن الأرواح الشريرة هي مستوى منخفض من أرواح بلا جسد. كما يُعتقد أنها مرتبطة ارتباطًا وثيقًا بالعناصر التقليدية: (النار والهواء والماء والأرض).

### تحريك نفسي
في مجال علم ما وراء النفس، اقترح نادور فودور أن إزعاج الروح الشريرة يسببه عامل بشري لشخص يعاني شكلاً من أشكال الضغط النفسي أو التوتر. كما درس ويليام ج. رول 116 حالة مختلفة للأرواح الشريرة، ووجد أن المتسببين فيها عادة ما يكونوا من الأطفال أو المراهقين، وافترض أن التصريف المتكرر للعصبية قد يتسبب في التحريك النفسي العفوي المتكرر؛ وهو ما من شأنه أن يؤثر على الأماكن المحيطة بالشخص.